# Christian d'Oriola
Christian d'Oriola (3. října, 1928 Perpignan, Francie – 29. října 2007 Nîmes) byl francouzský sportovní šermíř, čtyřnásobný olympijský vítěz, nazývaný moderní D'Artagnan. Šermoval levou rukou, byl členem klubu Racing Paříž. V roce 2001 ho Mezinárodní šermířská federace vyhlásila nejlepším šermířem dvacátého století. Byl zvolen nejlepším francouzským sportovcem roku 1947, v roce 1956 obdržel od Francouzské sportovní akademie Prix Marie-Christine Ubald-Bocquet a v roce 1972 mu byl udělen Řád Čestné legie.
Pocházel z drobné okcitánské šlechty vlastnící rodinné vinařství, jeho bratrancem byl Pierre Jonquères d'Oriola, olympijský vítěz v jízdě na koni. Na mistrovství světa v šermu získal čtyři zlaté medaile ve fleretu jednotlivců (1947, 1949, 1953 a 1954) a čtyřikrát byl členem vítězného družstva (1947, 1951, 1953 a 1958). Spolu s dalším šermířem Lucienem Gaudinem je nejúspěšnějším francouzským olympionikem v historii: na Letních olympijských hrách 1948 byl první v soutěži družstev a druhý mezi jednotlivci, na Letních olympijských hrách 1952 vyhrál obě soutěže a na Letních olympijských hrách 1956 získal zlato v individuální a stříbro v týmové soutěži. Byl vlajkonošem Francie na Letních olympijských hrách 1960, kde skončil mezi jednotlivci na sedmém místě. Na Středomořských hrách získal tři zlaté medaile: v roce 1951 vyhrál mezi jednotlivci a v roce 1955 soutěž jednotlivců i družstev. Ještě v roce 1970 se stal mistrem Francie mezi kordisty. Po ukončení kariéry byl rozhodčím a místopředsedou francouzské šermířské federace.